# 瑪拉巴擬金眼鯛
瑪拉巴擬金眼鯛（學名：P. malabarica），為輻鰭魚綱鱸形目鱸亞目擬金眼鯛科的其中一個種，分布於印度西太平洋區，從阿曼至印尼海域，本魚體側扁呈卵形，尾柄細長，眼大，吻圓鈍，無脂性眼瞼，下頜稍突出，腹鰭較小，位於近胸處，體上半部深褐色，體下半部紅棕色，側線明顯呈亮藍色，魚鰭為黃橙色，體長可達14.7公分。主要棲息在岩礁及珊瑚礁區，屬夜行性魚類，屬肉食性，生活習性不明。

## 扩展阅读
維基物種上的相關：瑪拉巴擬金眼鯛